# 544 v.Chr.
Het jaar 544 v.Chr. is een jaartal volgens de christelijke jaartelling.

## Gebeurtenissen

### Perzië
- Alvorens af te rekenen met Babylon begint Cyrus een veldtocht naar het oosten, via de hoogvlakte van Iran naar de rivier de Oxus tot in Bactrië. Hij voegt daarbij vele gebieden toe aan het Perzische Rijk.
- De bevolking van Teos trekt naar Abdera in Thracië om aan de macht van de Perzen te ontkomen.

### China
- Jing Wang wordt koning van de Zhou-dynastie.

## Geboren
- Sun Tzu (544 v.Chr. - 496 v.Chr.), Chinees veldheer en schrijver